# Wakacyjna miłość
Wakacyjna miłość – izraelska komedia erotyczna z 1985 roku, szósty film z serii Lody na patyku.

## Fabuła
Podczas gdy Bobby przebywa na wakacjach w USA, Benny i Johnny świetnie dają radę i podrywają dziewczyny bez niego. Benny poznaje Dany – piękną wczasowiczkę, zaś Johnny zostaje przyłapany na flirtowaniu z Fatimą, która rzekomo zachodzi w ciążę. Tymczasem okazuje się, że Fatima to córka sierżanta Ramireza. Ojciec Fatimy wymusza na chłopcu zgodę na ślub. Chłopcy wyruszają w podróż. Benny zostaje marynarzem na statku, a Johnny postanawia uciec przed ślubem.

## Obsada
- Jiftach Kacur jako Benny (Benji)
- Cachi Noj jako Johnny (Huey)
- Jehuda Efroni jako Froggy (Żaba)
- Bea Fiedler jako hrabina
- Awi Hadasz jako Froyke
- Joseph Shiloach jako Georgiyan
- Petra Morzé jako Dana